# Lenti vasútállomás
Lenti vasútállomás egy Zala vármegyei vasútállomás, Lenti településen, a MÁV üzemeltetésében. A központtól nyugat-délnyugati irányban helyezkedik el, közúti elérését a 75-os főútból dél felé kiágazó 75 328-as számú mellékút (települési nevén Táncsics Mihály utca) biztosítja.

## Vasútvonalak
Az állomást az alábbi vasútvonalak érintik:
- Zalaegerszeg–Rédics-vasútvonal

## Kapcsolódó állomások
A vasútállomáshoz az alábbi állomások vannak a legközelebb:
- Lentiszombathely megállóhely (Zalaegerszeg vasútállomás, Zalaegerszeg–Rédics-vasútvonal)
- Rédics vasútállomás (Rédics vasútállomás, Zalaegerszeg–Rédics-vasútvonal)

## Forgalom
| Járat        | Útvonal | Gyakoriság                    |
| ------------ | --- | ----------------------------- |
| személyvonat | Zalaegerszeg – Bocfölde – Sárhida – Bak – Baktüttös – Tófej – Rádiháza – Gutorfölde – Ortaháza – Csömödér-Páka – Iklódbördőce – Lentiszombathely – Lenti – Rédics | Napi 4 pár                    |
| személyvonat | Zalaegerszeg – Bocfölde – Sárhida – Bak – Baktüttös – Tófej – Rádiháza – Gutorfölde – Ortaháza – Csömödér-Páka – Iklódbördőce – Lentiszombathely – Lenti          | Nyári menetrendben napi 1 pár |